# 北条新九郎 (氏政長男)
北条 新九郎（ほうじょう しんくろう）は、戦国時代の後北条家の一族。北条氏政の子で、北条氏康の孫。武田信玄（晴信）の外孫に当たる。

## 生涯
弘治元年（1555年）11月8日に、北条氏政とその正室である黄梅院の長男として生まれた。『勝山記』には「甲州晴信公御満足大慶此の事に候」とあり、晴信は長女の黄梅院が無事に子供を産んだこと、しかもその子が将来後北条家の跡取りとなり、武田家と北条家の友好が永続するであろうことを喜んだという。
弘治3年（1557年）11月19日、晴信は「晴信息女北条氏政妻、産に当たり平安に無病延命ならば、則ち来る歳戊午夏6月より長く船津の関鎖を抜くべし」と、富士浅間大菩薩に黄梅院の安産を願った（『冨士御室浅間神社文書』）。これは黄梅院の安産と無病で延命するようにとの願いをこめて、翌年（永禄元年（1558年））から永く富士参詣の人々が通る船津（現在の山梨県南都留郡富士河口湖町）の関所を廃止するというものである。
この新九郎はその後史料に登場しない上、晴信がこのような願文を提出していることから、夭折したものと推測されている。のち、永禄5年（1562年）に生まれた同母弟が新九郎の仮名と氏政嫡男の座を継ぎ、氏直と名乗って氏政の跡を継いだ。